# Gherardo Hercolani Fava Simonetti
S.E. der Ehrwürdige Bailli Fra’ Gherardo Maria Hercolani Fava Simonetti (* 20. August 1941 in Bologna, Italien) war vom 12. Februar 2009 bis zum 6. Dezember 2011 der Großkomtur des Malteserordens, einem der vier Hohen Ämter des Ordens.

## Ordensleben
Nachdem Hercolani 1963 in den Malteserorden aufgenommen wurde, hat er 1977 die ewigen Gelübde abgelegt und wurde Professritter. 1986 wurde er zum Profess-Großkreuz-Bailli erhoben.
Von 1984 bis 1994 war er der Großprior des Großpriorats Lombardei und Venetien.
Seit 2006 war er Mitglied des Souveränen Rates, dem er bereits von 1978 bis 1983 angehört hatte.
Seit Juni 2007 ist er außerdem Präsident für das Pilgerwesen des Ordens.
Am 12. Februar 2009 wurde Simonetti nach dem Rücktritt seines Amtsvorgängers Giacomo Dalla Torre del Tempio di Sanguinetto vom Souveränen Rat für die Zeit bis zum nächsten Generalkapitel zum Großkomtur ernannt. Am 8. Juni 2009 wurde er vom Generalkapitel auf 5 Jahre gewählt. Nachdem Simonetti aus Gesundheitsgründen dem Großmeister seinen Rücktritt als Großkomtur erklärt hatte, wurde in der Sitzung des Souveränen Rates vom 6. und 7. Dezember Carlo d’Ippolito di Sant’Ippolito, Profess-Großkreuz-Ritter und Mitglied des Souveränen Rates, bis zum nächsten Generalkapitel zum Großkomtur ernannt.

## Ehrungen
- 2008: Großoffizier des Verdienstordens der Republik Italien
- 2009: Großoffizier des Ordens des heiligen Karl
- 2009: Großkreuz des Verdienstordens der Republik Polen